# Yolanda Soler Onís
Yolanda Soler Onís (Comillas, Cantabria, 1964) es doctora en Filología Hispánica, periodista y escritora española

## Biografía
Doctora en Filología Hispánica, posee un posgrado en Dirección y Gestión de PYMES. Entre 1986 y 1995 trabajó como gestora cultural y como periodista en distintos medios de comunicación de Canarias. En 1995 se inicia en el mundo de la docencia del español como lengua extranjera en los cursos de la UIMP de Santander, universidad para la que organizará y dirigirá los cursos de lengua y cultura española en Canarias entre 1999 y 2005. En 2003  con motivo de la inauguración de la UIMP de Campo de Gibraltar organizó y dirigió los primeros cursos de español y de formación de profesores de ELE de esta sede. Tras dirigir los centros del Instituto Cervantes en Mánchester y Leeds 2005–2010, Varsovia 2010–2014, Marrakech  2014–2019, Beirut 2019–2024 y Amán desde septiembre de 2024. En 2014 le fue concedida la Cruz de Oficial de la Orden del Mérito Civil, en 2024 la Cruz de Isabel la Católica y en 2017 la Orden al Mérito Docente y Cultural "Gabriela Mistral"de Chile.
Como escritora ha publicado diversos libros de poesía, novela y ensayo.

## Obra poética
Sobre el ámbar [1987]
Nombres ajenos [1989]
Botania [1997]
Memoria del agua [1997]
Mudanzas [2002] . Ediciones simultáneas en España y Chile.
Memoria del agua y otros poemas [2003]
De los ríos oscuros  [2010 y 2020]
Sobre el ámbar. V Premio de Poesía José Hierro, Ayuntamiento de Santander, Santander, 1987. Ilustrado por José Dámaso. Consta de dos secciones: Aves de paso [1980-1985] y Sobre el ámbar [1985-1986] que se corresponden con los dos primeros libros de la autora. 
Nombres ajenos . Edición privada promovida por Jesús Bombín en Madrid, 1989.
Memoria del agua. Colección La Sirena del Pisueña n.º 17, Ayuntamiento de Santa María de Cayón (Cantabria), Santander, 1997. Edición precedida por un prólogo de Jorge Rodríguez Padrón titulado «En una isla, una mujer». 
Mudanzas . Colección Los Premios n.º 6, editorial Germanía, Valencia, 2002. Existe una segunda edición en: ediciones el Kultrún, Valdivia, Chile, 2002, con fotografías de Mariana Matthews (Santiago de Chile, 1948).
Memoria del agua y otros poemas. Colección Plenilunio n.º 6, dirigida por Sabas Martín. Editorial Baile del Sol, Tenerife, 2003. Antología poética precedida por un prólogo de José Ángel Cilleruelo.

El extranjero

Calla como quien danza bajo el agua
y sueña.
Cada noche regresa a una ciudad
varada en la penumbra de los árboles
donde un niño atesora los nombres de las cosas,
esos que habrán de dividirle
mientras sus dedos fijan en el aire
otro alfabeto.

## Obra narrativa
Una sombra en el desván [1992]
La cueva de Lezama [1995]
Malpaís [2003 y 2020]
Negra Caridad  [2023]
Malpaís. I Premio Tristana de Novela, DVD ediciones, Barcelona 2003. Novela policíaca. Sinopsis: En 1992, en una isla atlántica sitiada por el siroco, el policía judicial Gumersindo Roca vuelve a encontrarse con su pasado al investigar la muerte de Elda Meyers, una escultora francesa de la que había sido amante a principios de los setenta. Las pesquisas se desarrollan en diversos escenarios urbanos, en un clima sofocante que se intensifica a medida que la trama avanza. Roca, un tranquilo funcionario aficionado a la papiroflexia, se verá implicado en una serie de intrigas policiacas y amorosas. Como telón de fondo, la ambición, la pérdida de la identidad, el desmesurado crecimiento urbanístico y las distintas caras de la inmigración, que se dan cita en una ciudad que asiste a la muerte lenta del puerto que la hizo crecer.

## Estudios y antologías
José Hierro para niños [1998]
José Hierro: Geografía Mítica [2003]
José Hierro: La biografía de un pájaro se resume en su canto. Una poética confirmada" [2017]
José Hierro y el poema perdido  [2023]

## Premios
- 1986:  obtiene los premios José Hierro de Poesía y Ciudad de La Laguna de Novela con Sobre el ámbar y Un tiempo de té con miel
- 1987: finalista del premio Tigre Juan
- 2002: Premio Tristana de Novela con la novela Malpaís (DVD ediciones, Barcelona,  2003)